# إنغامودر
إنغامودر اسمٌ سويدي ابتكر حديثاً لابنة الملك إموند العجوز التي تزوجت ستنكيل السويدي و التي لا يُعرف اسمها. يُترجم اسمها إلى اللغةِ العربية بـ«أم إنغا» (الملك إنغا الأكبر).

## سيرة
وُلدت حوالي 1025 للمك إموند و الملكة آستريد. تزوجت ستنكيل الذي ورث لقب والدها لاحقاً. كان للملك ستنكيل أربعة أبناء، وذلك وفقاً لمصادر قليلة أقل أو أكثر موثوقية، و يُمكن اعتبار أول اثنين معروفين في التاريخ، وأبناؤه هم:
- إنغه الأكبر، ملك سويدي
- هالستن ستنكيلسون، ملك سويدي
- سوين ستنكيلسون
- إريك

## هوية مزعومة باسمإنغيمو

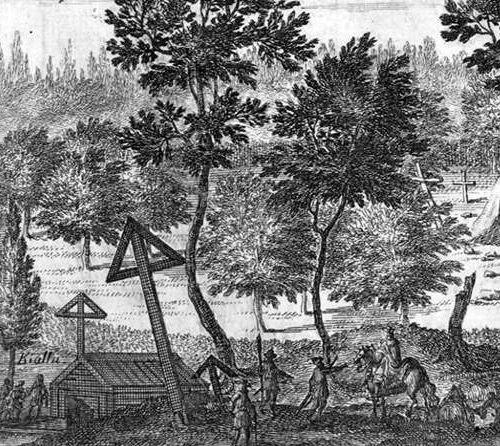
بئر إنغيمو و البستان المقدس وفقاً للسويد القديمة و الحديثة

كانت إنغيمو قديسةً محلية في فستريوتلاند، و مع ذلك لم تكن رسمياً مقبولة ومعترف بها من الكنيسة. إنها معروفة فقط من طقوس عند بئر إنغيمو في السويد. يقع بئر إنغيمو (بالسويدية: Ingemo källa) بين خوفدة و تيداهولم، وهو بئرٌ طبيعي حيث كانت إنغيمو تُبجل وفقاً لأسطورة، والذي ربما يكون في الأصل بئراً مقدساً في عصر الوثنية. البئر مسور بحجر، وأبعاده 1,2 × 0,6 متر. البئر مغطى ببلاطة من الحجر الكلسي. كان البئرُ هدفاً مقصداً في الحج، حيث كان الناس يقدمون عملات نقدية من أجل الصحة. ترجع أقدم التقديرات للطقوس عند البئر إلى أواخر القرن السابعة عشر.